# Az időutazó felesége (film)
Az időutazó felesége (eredeti cím: The Time Traveler’s Wife) 2009-ben bemutatott, a sci-fi elemeit is hordozó romantikus filmdráma. Audrey Niffenegger 2003-ban kiadott azonos című regénye alapján Robert Schwentke rendezte, főszereplői Eric Bana és Rachel McAdams.

## Rövid történet
A film férfi főszereplője olyan különleges genetikai adottsággal rendelkezik, ami képessé teszi az időutazásra. Ezt azonban nem képes irányítani, így gyakran véletlenszerűen sodródik térben és időben.

## Cselekmény
Valamikor az 1970-es években Henry DeTamble édesanyjával együtt autóbalesetet szenved, melyben az anya életét veszti. Henryről megtudjuk, hogy képes az időben utazni. Ennek segítségével véletlenül utazik vissza két héttel korábbra, amikor találkozik a fiatalabb énjével, és próbálja elmagyarázni neki a történteket. Számtalanszor megkísérelte megakadályozni a balesetet, de soha nem jár sikerrel, csak újra és újra szemtanúja az eseményeknek.
1995-ben Henry találkozik Claire Abshire-rel, aki örül a találkozásnak, de a férfi nem ismeri Claire-t. Claire magyarázza el Henry-nek, hogy valójában már hatéves kora óta ismerik egymást és egy réten találkoztak először. Elkezdenek egy kapcsolatot, amely nagy kihívást jelent Henry-nek a "betegsége" szempontjából vizsgálva. Mivel minden utazás alkalmával meztelen, megtanulta, hogyan kell zárakat feltörni, ruhát lopni és túlélni az utazást. Henry rengeteg látogatást tesz a fiatal és a mai Claire között. Claire naplóját lapozgatja, hogy az ott lévő keltezés alapján el tudja majd mondani a fiatal Claire-nek, mikor fogja meglátogatni. Claire huszonkét éves korára Henry és Claire között végül a szerelem a házasság szintjére emelkedik. Az esküvői készületek során Henry ismét időutazást tesz és a ceremóniára már idősebben tér vissza (ettől függetlenül összeházasodnak).
Henry gyakori eltűnése károkat és nehézségeket okoz a feleségével való kapcsolatában. Két hetes távolléte kimerítette Claire-t, de a távollét időtartamáról Henry nem tehet. Henry bebizonyítja Claire-nek, hogy képes a lottón a telitalálatot megütni azzal, hogy a jövőben volt, de a gyermekvállalás már egy bonyolultabb kategória, mivel az Ő génje ugyanolyan anyagokat hordoz, amivel a magzat is időutazó lenne. Ebből kifolyólag Claire többször elvetél, és Henry titkokban úgy dönt, hogy vazektómiát végeztet magán, nemzőképtelenné téve magát, hogy ezzel véget vessen a szenvedésnek. Miután Claire megtudja, kijátssza Henry-t, és a fiatalabb változatával ismét megtermékenyül. Ez az utolsó terhesség, ami végre sikerrel zárul, mert Henry a jövőben látta a lányát, és a neve Alba DeTamble.
Alba megkapta ugyanazt a képességet, mint az édesapja, de vele ellentétben a lány már képes irányítani az adottságát. Majd kiderül, hogy Henry meg fog halni, amikor Alba az ötödik születésnapját ünnepli. A férfi visszatér a jelenbe, ahol nem árulja el Claire-nek, hogy milyen sors vár rá. Az idősebb Alba ellátogat a fiatalabbhoz, hogy felkészítse arra, hogy az apja valójában meg fog halni. A lerombolt Claire hamarosan rájön a titokra. Henry-t egy lövés éri, aminek Claire apja az okozója, amikor éppen vadászott egy szarvasra, és a férfi az előtt állt. Henry meghal Claire karjaiban, de a fiatalabb énje mindig meglátogatja őket, és Claire reméli, hogy egyszer talán vele is marad.

## Szereposztás
| Szerep                          | Színész            | Magyar hangja (1. szinkron, 2010) |
| ------------------------------- | ------------------ | --------------------------------- |
| Henry DeTamble                  | Eric Bana          | László Zsolt                      |
| Claire DeTamble (szül. Abshire) | Rachel McAdams     | Major Melinda                     |
| Richard DeTamble                | Arliss Howard      | Bezerédi Zoltán                   |
| Gomez                           | Ron Livingston     | Miller Zoltán                     |
| Dr. David Kendrick              | Stephen Tobolowsky | Kassai Károly                     |
| Anette DeTamble                 | Michelle Nolden    | Németh Kriszta                    |
| Charisse                        | Jane McLean        | Agócs Judit                       |
| Alba DeTamble (9-10 éves)       | Hailey McCann      | Nagy Blanka                       |
| Alba DeTamble (4-5 éves)        | Tatum McCann       | Gay Ágota                         |
| Claire Abshire (6 éves)         | Brooklynn Proulx   | Győriványi Laura                  |
| Philip Abshire                  | Philip Craig       | Harsányi Gábor                    |

## Forgatás
A film forgatása 2007 szeptemberében kezdődött. tervek szerint alakult volna akkor 2008-ban lett volna a filmpremier. Ellenben a film kiadását elhalasztották, amit egy hivatalos magyarázattal magyarázott a stúdió. McAdams később megállapította, hogy a késedelem oka, hogy a további jeleneteket nem lehet befejezni, amíg a szezon saját kültéri helyszínei illeszkednek a korábban filmre vett felvételekre. Ráadásul csúszott a forgatás azért is, mert Bana-nak a haját meg kellett növesztenie a következő filmjéhez a Star Trek-hez. Ugyanis a főszerepnek ez volt az egyik kritériuma.
A szerzői jogok megvásárlása a már 2003-ban Audrey Niffenegger által publikált könyvből történt. Niffenegger egy interjúban leszögezte, hogy a film történetének a könyvben leírtakat kell tartalmaznia. Mielőtt hozzáfogtak volna a forgatáshoz, a Jennifer Aniston és Brad Pitt produkciós cég Plan B Entertainment társult a New Line Cinema-hoz.
2003 szeptemberében a stúdió felbérelt egy forgatókönyvírót Jeremy Leven-t, hogy írjon egy adaptált forgatókönyvet a regényhez. Az igazgatók szerették volna ha Steven Spielberg és David Fincher is besegítene az értékes gondolataikkal, akik rövid érdeklődésüket kifejezték a projekt iránt, de a tárgyalásokra nem került sor. 2005 márciusában a rendező Gus Van Sant tárgyalásokat folytatott a stúdióval, hogy Ő kerüljön a tervezet élére. A tárgyalások ezúttal sem jártak sikerrel, majd 2006 novemberében, Robert Schwentke vette át a projektet.
2007 januárjában a New Line felbérelt egy forgatókönyvírót Bruce Joel Rubin-t, hogy írja át a Leven-féle forgatókönyvet. Eric Bana és Rachel McAdams lett a főszereplő 2007 áprilisában. Végül a forgatás megkezdődött 2007. szeptember 10-én Torontóban.

## Zene
Mychael Danna a következő zenei típusokat kölcsönözte a filmhez:
- "Show Me What I'm Looking For" – Carolina Liar
- "Clocks" – Coldplay
- "Gone to Earth" – American Analog Set
- "Love Will Tear Us Apart" – Broken Social Scene
- "Es Ist Ein Ros"
- "I'm You Henry"
- "Meadow"
- "How Does It Feel?"
- "Diary"
- "Train"
- "I Don't Feel Alone Anymore"
- "Married to Me"
- "Home"
- "Do You Know When?"
- "Testing"
- "Alba"
- "I Never Had a Choice"
- "Who Would Want That"
- "I Left Him Sleeping"
- "It's a Girl"
- "Five Years"
- "Try to Stay"
- "New Year's Eve"
- "No Tracks in the Snow"
- "See You Again"

## Fogadtatás

### Kritikai visszhang
A film vegyes értékelést kapott a kritikusoktól. Összesen 130 szavazatot sikerült begyűjtenie a Rotten Tomatoes-nak, de csak a 38%-át tudták jóváhagyni, amelyből azt a következtetést lehetett levonni, hogy egy átlagos film került bemutatásra (10/5 pont).
A Metacritic felmérései szerint is egy normálfilm (100/50 pont) 29 értékelés alapján.

### Bevételi adatok
A filmből beérkezett profit azonban teljes mértékben megcáfolja a kritikai válaszokat, hiszen a film pénzügyi sikerességet közölt az elemzők szerint. A bemutató utáni hétvégén 19 200 000 dollárt hozott a filmeseknek, majd a világon összesen 101 229 792 dollár gyűlt össze, amiből 63 000 000 dollár csak az Államokban profitált. Mindent összevetve ezek a pénzösszegek jócskán meghaladják a filmbe fektetett 39 000 000 dollárt.